# ロシア・プレミアリーグカップ
ロシア・プレミアリーグカップ（ロシア語: Кубок российской премьер-лиги）は、2003年にロシアで行われたサッカーのカップ戦である。

## 大会方式
トーナメントにはプレミアリーグの16チームが参加し、決勝を含むすべてのラウンドがホーム・アンド・アウェーのノックアウト方式で行われた。優勝チームへの特典（たとえばUEFAカップ出場権）は何もなく、大会の日程は代表チームの試合日に合わせて組まれた。これらは多くのクラブに最高のチームで参加することを阻ませる要因となり、試合に出場したのはリザーブとの混成チームやリザーブチームになった。そのために大会は人気を得られず、2003年の第1回大会が最後となった。

## 結果
| 年   | 優勝                           | スコア                                | 準優勝                             |
| ---- | ------------------------------ | ------------------------------------- | ---------------------------------- |
| 2003 | FCゼニト・サンクトペテルブルク | 5-2 （第1レグ：3-0） （第2レグ：2-2） | FCチェルノモレツ・ノヴォロシースク |